# منتخب إثيوبيا لكرة القدم
منتخب إثيوبيا لكرة القدم (بالأمهرية: የኢትዮጵያ ብሔራዊ እግር ኳስ ቡድን)‏ هو الممثل الرسمي لدولة إثيوبيا في كرة القدم يسيره اتحاد إثيوبيا لكرة القدم
الذي تأسس سنة 1943 ويعد هذا الاتحاد من بين المساهمين في تأسيس الاتحاد الأفريقي وكأس الأمم الأفريقية، والتي شارك منتخب إثيوبيا فيها 11 مرة وحقق فوزًا واحدًا في بطولة 1962 ولم يتأهل لكاس العالم أبداً. تمر الكرة الإثيوبية بازمة إذ أنها لم تتأهل منذ وقت طويل.

## سجل المشاركة في كأس الأمم الأفريقية
| السنة | المركز                 | السنة | المركز            | السنة | المركز           | السنة | المركز        |
| ----- | ---------------------- | ----- | ----------------- | ----- | ---------------- | ----- | ------------- |
| 1957  | الوصيف (المركز الثاني) | 1976  | الجولة الأولى     | 1994  | لم يتأهل         | 2012  | لم يتأهل      |
| 1959  | المركز الثالث          | 1978  | لم يتأهل          | 1996  | لم يتأهل         | 2013  | الجولة الأولى |
| 1962  | البطل                  | 1980  | لم يتأهل          | 1998  | لم يتأهل         | 2015  | لم يتأهل      |
| 1963  | المركز الرابع          | 1982  | الجولة الأولى     | 2000  | انسحب            | 2017  | لم يتأهل      |
| 1965  | الجولة الأولى          | 1984  | لم يتأهل          | 2002  | لم يتأهل         | 2019  | لم يتأهل      |
| 1968  | المركز الرابع          | 1986  | انسحب             | 2004  | لم يتأهل         | 2021  | الجولة الاولى |
| 1970  | الجولة الأولى          | 1988  | انسحب خلال التأهل | 2006  | لم يتأهل         | 2023  | لم يتأهل      |
| 1972  | لم يتأهل               | 1990  | لم يتأهل          | 2008  | لم يتأهل         | 2025  | يحدد لاحقا    |
| 1974  | لم يتأهل               | 1992  | انسحب خلال التأهل | 2010  | لم يؤهل للمشاركة | 2027  | يحدد لاحقا    |

## وصلات خارجية
- قائمة بيانات المنتخب من الموقع الرسمي للفيفا باللغة العربية